# 黑荞麦捻螺
黑荞麦捻螺（学名：Acteon secale）为捻螺科捻螺属的动物。在中国大陆，分布于近海等地，主要生活于潮间带-潮下带浅水区泥砂质底。